# Městská prefektura

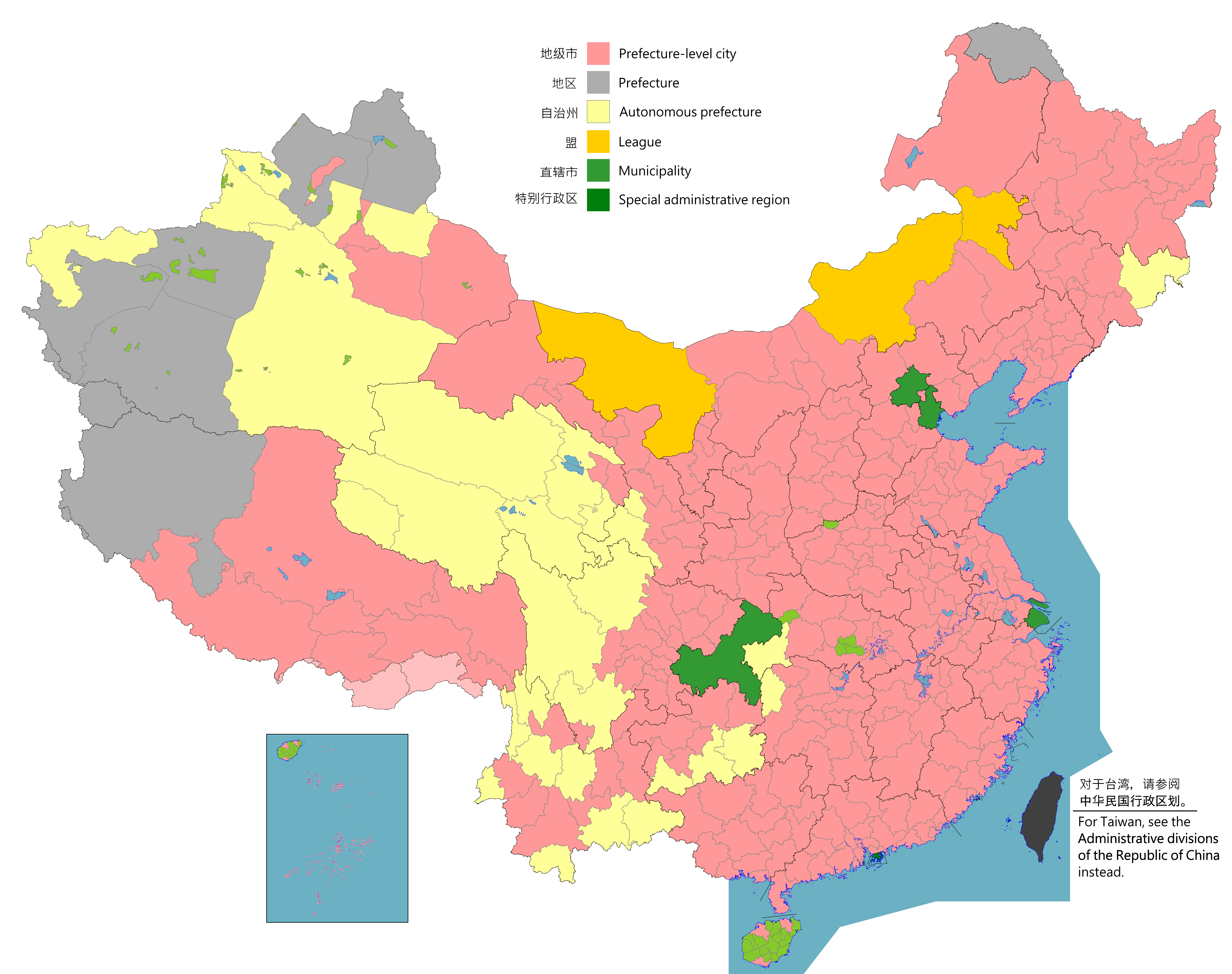
Dělení Čínské lidové republiky na prefekturní úrovni:
Městské prefektury
Autonomní kraje
Prefektury
Ajmagy
Celky na nižší úrovni:
Celky na nižší než prefekturní úrovni
Celky na vyšší úrovni:
Přímo spravovaná města
Subprovinční města

Městská prefektura (čínsky v českém přepisu ti-ťi-š’, pchin-jinem dìjíshì, znaky 地级市) je správní jednotka v Čínské lidové republice. V systému členění Čínské lidové republiky patří mezi správní jednotky druhé (neboli prefekturní) úrovně, vedle prefektur, autonomních krajů a ajmagů. Mezi těmito celky je nejrozšířenější, k 31. prosinci 2005 bylo z 333 celků druhé úrovně městských prefektur 283. Hlavy městských prefektur mají všeobecně postavení odpovídající vedoucímu divize (司长) ministerstva.
V městské prefektury byly transformovány prefektury s počtem nezemědělského obyvatelstva přes 250 tisíc, průmyslovou produkcí přes 2 miliardy jüanů a terciárním sektorem silnějším než primární a přispívajícím nejméně 35 % k místnímu HDP.
Městské prefektury se člení na okresy, městské obvody a městské okresy, případně autonomní okresy. Městská prefektura je typicky tvořená centrální městskou oblastí (původní sídelní město prefektury) a okolními regiony tvořenými menšími městy, vesnicemi a krajinou. Pro centrální městskou zónu je používán název městská oblast (š’-čchü, shìqū, 市区)
První městská prefektura byla zřízena 5. listopadu 1983. V následujících dvou desetiletích městské prefektury nahradily většinu čínských prefektur. Většina provincií Čínské lidové republiky se skládá téměř výhradně z městských prefektur. Pouze Jün-nan, Kuej-čou, Čching-chaj a autonomní oblasti Sin-ťiang a Tibet mají více než tři podřízené celky, které nejsou městskými prefekturami.
Patnáct největších městských prefektur obdrželo status subprovinčního města, který jim dává větší pravomoci.